# Pont Rákóczi

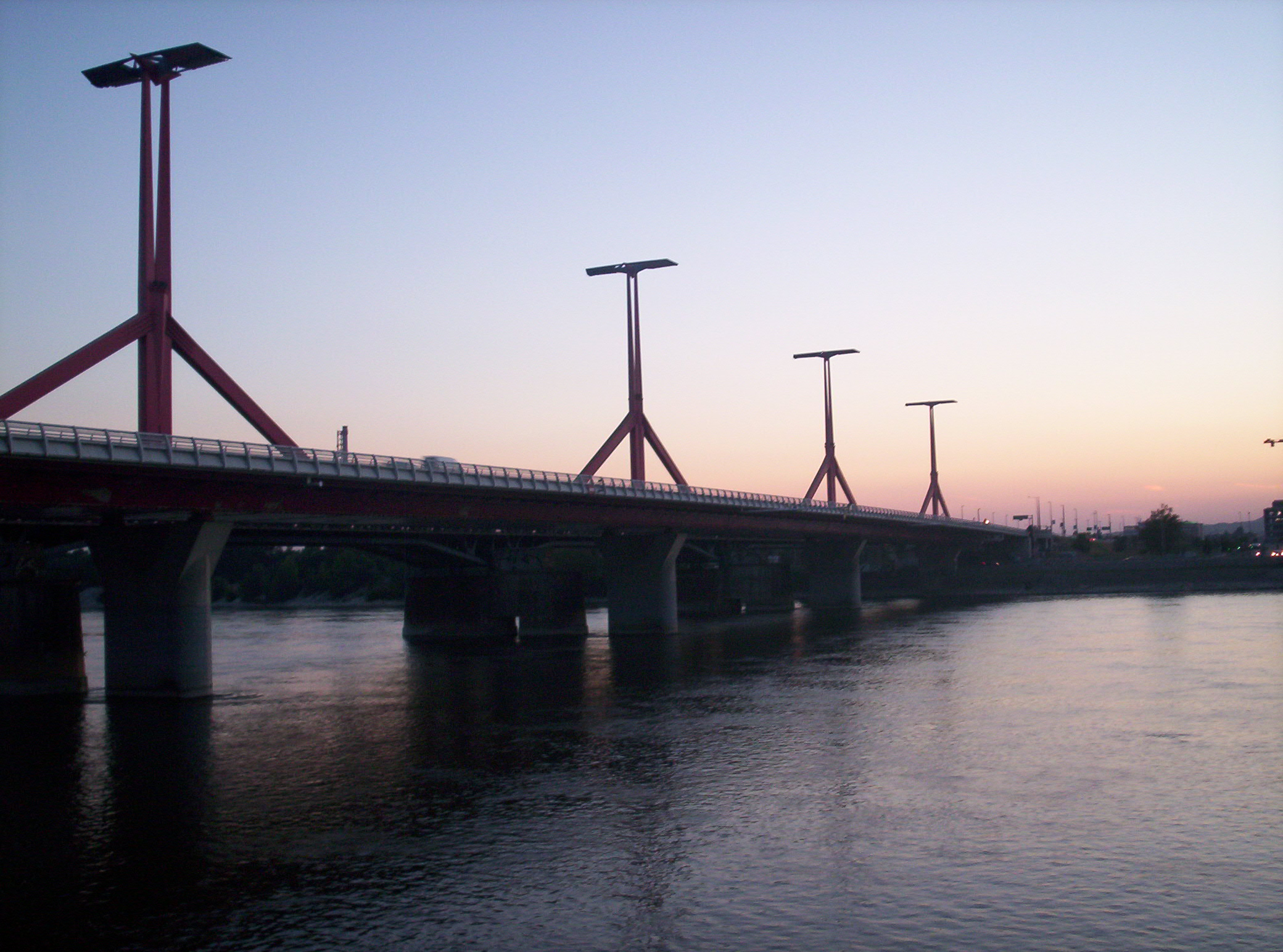
Pont Rákóczi

Le pont Rákóczi (en hongrois, Rákóczi híd) est un pont de Budapest.

## Situation
Il se situe au sud de la ville, en aval du pont Petőfi et double le pont ferroviaire qui le longe au sud.

## Caractéristiques
Le pont est long de 194,8 m et large de 30,6 m.

## Historique
Dernier pont bâti dans la ville, il est inauguré en octobre 1995 et est appelé pont de Lágymányos (Lágymányosi híd en hongrois) jusqu'en 2011, date à laquelle il prend son nom actuel.